# كوماموناسية مائية
كوماموناسية مائية (الاسم العلمي: Comamonas aquatica) هي نوع من البكتيريا، سلبية الغرام، تتبع جنس الكوماموناسية.